# Raïon d'Anoutchino
Le raïon d'Anoutchino (en russe : Ану́чинский райо́н, Anoutchinski raïon) est une subdivision administrative (raïon) et une municipalité en tant qu'okroug municipal du kraï du Primorié en Russie. Situé en Extrême-Orient russe, il couvre une zone montagneuse et forestière du centre du kraï. Son centre administratif est le village d'Anoutchino et il compte en tout 29 villages. Sa population s'élevait à 12 391 habitants en 2023.

## Géographie
Le raïon d'Anoutchino est situé dans le kraï du Primorié, un sujet de l'Extrême-Orient russe. Le raïon, qui se trouve dans le centre du Primorié, a une superficie  de 3 840 km², dont 331 100 hectares sont couverts de forêt (86,22 %). Le point culminant est le mont Lyssaïa (1 241,8 m), qui est également le point extrême sud de la région, situé dans les monts Prjevalski - l'une des chaînes de la partie sud du Sikhote-Aline.
Le raïon borde à l'ouest le raïon de Mikhaïlovka, au nord-est le raïon de Tchernigovka, au nord le raïon de Spassk, à l'est le raïon de Iakolevka et la ville d'Arseniev, au sud-est le raïon de Partizansk et au sud-ouest le raïon de Chkotovo.

## Histoire
Il a été formé le 25 janvier 1935.

## Démographie
Recensements (*) ou estimations de la population,:
| 1939*  | 1959*  | 1970*  | 1979*  | 1989*  | 2002*  |
| ------ | ------ | ------ | ------ | ------ | ------ |
| 12 910 | 19 678 | 19 595 | 17 613 | 18 187 | 16 010 |

| 2010*  | 2012   | 2013   | 2014   | 2015   | 2016   |
| ------ | ------ | ------ | ------ | ------ | ------ |
| 14 613 | 14 366 | 14 091 | 13 680 | 13 362 | 13 464 |

| 2017   | 2018   | 2019   | 2020   | 2021*  | 2022   |
| ------ | ------ | ------ | ------ | ------ | ------ |
| 13 380 | 13 236 | 13 027 | 12 699 | 12 734 | 12 616 |

| 2023   | - | - | - | - | - |
| ------ | - | - | - | - | - |
| 12 391 | - | - | - | - | - |

## Localités
Le raïon d'Anoutchino comptait au 29 juin 2023 29 localités. La localité la plus peuplée est Anoutchino avec 4 239 habitants au recensement de 2021.
| Liste des localités | Liste des localités | Liste des localités | Liste des localités         | Liste des localités         |
| N°                  | Localité            | Statut              | Population Recensement 2010 | Population Recensement 2021 |
| ------------------- | ------------------- | ------------------- | --------------------------- | --------------------------- |
| 1                   | Anoutchino          | village             | 4462                        | 4 239                       |
| 2                   | Aourovka            | village             | 62                          |                             |
| 3                   | Vessioli            | possiolok           | 40                          |                             |
| 4                   | Vinogradovka        | village             | 412                         |                             |
| 5                   | Grajdanka           | village             | 1023                        |                             |
| 6                   | Grodekovo           | village             | 278                         |                             |
| 7                   | Elovka              | village             | 228                         |                             |
| 8                   | Ilmakovka           | village             | 131                         |                             |
| 9                   | Kornilovka          | village             | 256                         |                             |
| 10                  | LZP-3               | possiolok           | 25                          |                             |
| 11                  | Lougokhoutor        | village             | 64                          |                             |
| 12                  | Mouraïevka          | village             | 314                         |                             |
| 13                  | Novovarvarovka      | village             | 180                         |                             |
| 14                  | Novogordeïevka      | village             | 824                         |                             |
| 15                  | Novopokrovka        | village             | 95                          |                             |
| 16                  | Novotroitskoïe      | village             | 198                         |                             |
| 17                  | Orlovka             | possiolok           | 15                          |                             |
| 18                  | Poukhovo            | village             | 783                         |                             |
| 19                  | Pissovoïe           | village             | 466                         |                             |
| 20                  | Skvortsovo          | possiolok           | 19                          |                             |
| 21                  | Smolnoïe            | village             | 115                         |                             |
| 22                  | Starovarvarovka     | village             | 565                         |                             |
| 23                  | Starohordeïevka     | village             | 161                         |                             |
| 24                  | Tayozhka            | village             | 347                         |                             |
| 25                  | Tigrovi             | possiolok           | 32                          |                             |
| 26                  | Tikhoretchnoïe      | village             | 355                         |                             |
| 27                  | Tchernytchevka      | village             | 2869                        | 2 221                       |
| 28                  | Chekliaïevo         | village             | 258                         |                             |
| 29                  | Iasnaïa Poliana     | village             | 36                          |                             |

## Économie

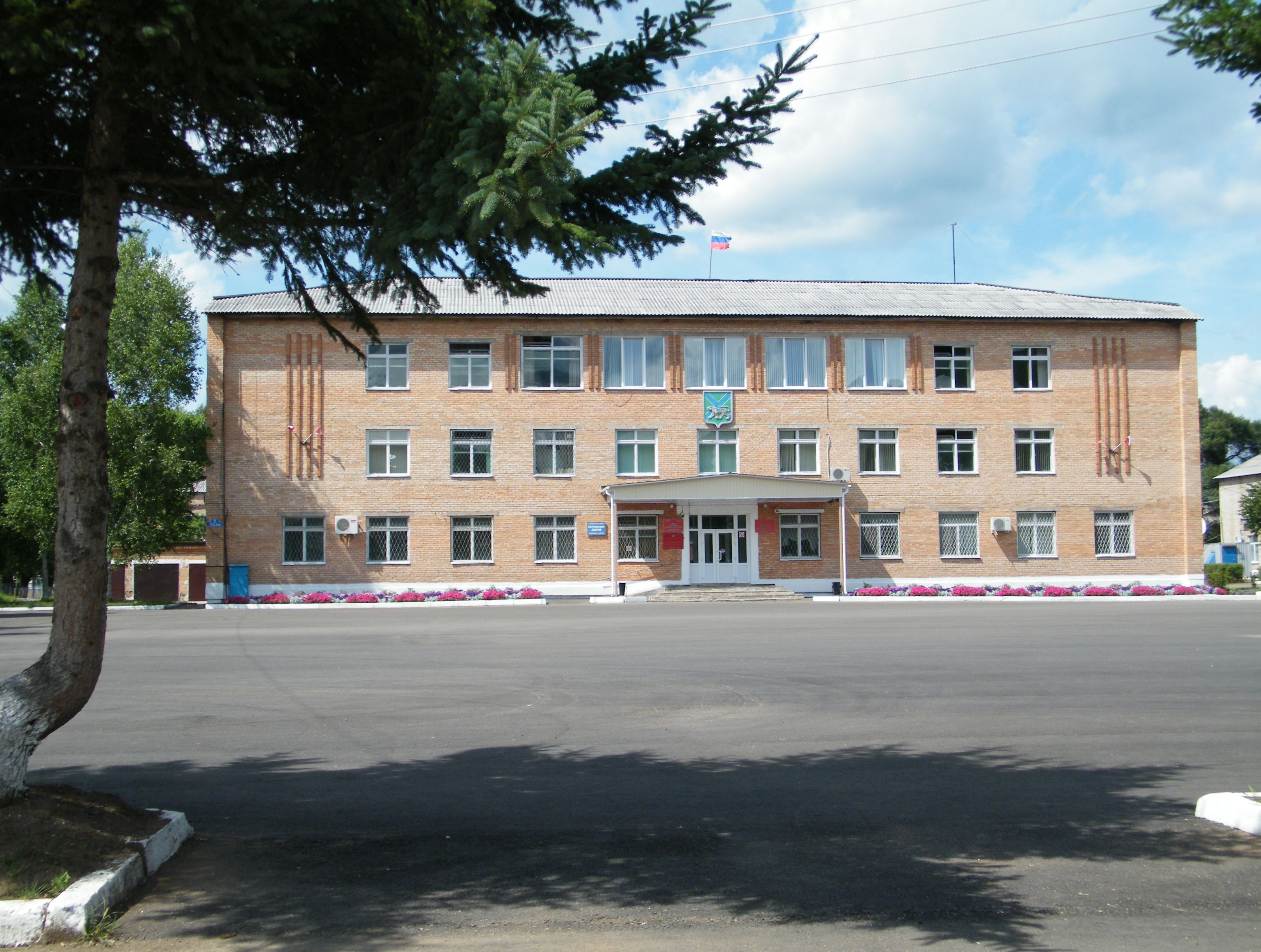
Bâtiment de l'administration du raïon à Anoutchino.

Le raïon d'Anoutchino est une région agricole du kraï du Primorié. En particulier, la vallée de la rivière Arsenievka présente des conditions favorables à la culture du riz. Dans les localitésde la région situées dans la taïga, il existe des entreprises engagées dans l'exploitation forestière.

## Transports
Le raïon est traversé par la route régionale 05N-100, route qui relie Roudnaïa Pristan (à l'est) à la route fédérale A370 à la hauteur d'Ossinovka. La route A370 relie au nord Khabarovsk et au sud Vladivostok.